# Karpefamilien
Karpefamilien er en gruppe karpefisk, og verdens mest omfattende fiskefamilie. Den består af nærmere 200 slægter. Mange arter er populære akvariefisk.
Slægtsforholdene mellem delgrupperne er usikre, og det vil blive forandringer efterhånden som nye undersøgelser bliver udført. Denne artikel bruger inddelingen til Nelson (2006).
Guldfisken kan sagtens overleve udendørs om vinteren. Der skal bare være et sted i dammen som er over 90 cm dybt. Om foråret begynder man at fordre fiskene når vandet har nået en temperatur på 10 grader. Hvis man fodrer fiskene for tidligt kan de dø af det.
| Fisk | Spire Denne artikel om fisk er en spire som bør udbygges. Du er velkommen til at hjælpe Wikipedia ved at udvide den. |